# Corner Peak
Der Corner Peak ist ein 930 m hoher und pyramidenförmiger Berg im Grahamland im Norden der Antarktischen Halbinsel. Mit seinen Felsvorsprüngen an der Nordflanke ragt er 13 km ostsüdöstlich des Kap Roquemaurel auf. Der Berg markiert eine Ecke (englisch corner) in einem breiten Gletschertal, das unmittelbar nach Südosten ansteigt und sich nach Nordwesten in Form eines Vorlandgletscher an der Nordwestküste der Trinity-Halbinsel auffächert.
Seinen an die geografische Position angelehnte Benennung erhielt der Berg durch den Falkland Islands Dependencies Survey im Jahr 1946.